# 849 TCN
849 TCN là một năm trong lịch La Mã.